# Manuel Carrizo
Manuel Carrizo (Santa Rosa, La Pampa, 28 de septiembre de 1980) es un exbaloncestista argentino. Aunque actuó en la primera y segunda categoría del baloncesto profesional argentino, desarrolló la mayor parte de su carrera como jugador en Italia.

## Carrera
Formado en la cantera de Estudiantes de Santa Rosa, debutó muy joven con el equipo profesional mientras éste disputaba el Torneo Nacional de Ascenso. En 2000 pasó a Ferro Carril Oeste, por lo que tuvo la oportunidad de jugar una temporada en la Liga Nacional de Básquet de su país. 
Carrizo emigró a Italia en 2001. Su primer destino fue el Dinamo Basket Sassari de la Serie B d'Eccellenza, donde jugó tres temporadas (en la segunda su equipo consiguió el ascenso a la Legadue). 
Fichó en 2004 con el Veroli Basket, retornando a la Serie B d'Eccellenza. En la última de sus tres temporadas en el club, el equipo logró el ascenso de categoría. 
En 2007 fue contratado por el Reyer Venezia Mestre, con el cual conseguiría pasar de la Serie B d'Eccellenza a la Legadue al final de la temporada. 
En 2009 volvería a jugar en la tercera división del baloncesto profesional italiano, pero esta vez defendiendo los colores del R.B. Montecatini. 
Al año siguiente permaneció en la categoría, pero como jugador del Basket Ferentino, equipo con el que actuaría durante dos temporadas hasta conseguir el ascenso a la Legadue en 2012, renovando luego para jugar un año más en el club. Sin embargo en enero de 2013 se unió al Latina Basket con la misión de evitar la caída a la cuarta categoría. Finalmente el objetivo no se cumplió, pero Carrizo permaneció un año más allí ayudando al equipo a dejar atrás la Divisione Nazionale B y obtener la Copa Italia LNP. 
El argentino continuó su carrera en el Unione Cestistica Casalpusterlengo de la Serie A2 Gold, el Virtus Terra di San Benedetto Cassino y el Virtus Valmontone de la Serie B. Consiguió un nuevo ascenso a segunda división en 2018. De todos modos esta vez no acompañó a su equipo por lo que continuó en la Serie B como jugador del Pallacanestro Palestrina.
Al culminar la temporada en Italia, volvió a su país y jugó brevemente con Estudiantes de Santa Rosa en el Torneo Provincial de Básquetbol de La Pampa, retornando luego a Europa para fichar con el Virtus Valmontone en la Serie B. Sin embargo un mes después dejó al club en mutuo acuerdo con el entrenador y los dirigentes.
Carrizo no volvería a ver acción sino hasta agosto de 2020, fecha en la que se incorporó al Basket 1977 Ferentino, sucesor del desaparecido Basket Ferentino en el que había jugado entre 2010 y 2013. La particularidad de la última temporada de Carrizo en la Serie C fue que, además de aportarle su juego al equipo, se desempeñó en simultáneo como administrador del baloncesto formativo y competitivo de la entidad.

### Clubes
| Club                               | País      | Año         |
| ---------------------------------- | --------- | ----------- |
| Estudiantes de Santa Rosa          | Argentina | 1996 - 2000 |
| Ferro Carril Oeste                 | Argentina | 2000 - 2001 |
| Dinamo Basket Sassari              | Italia    | 2001 - 2004 |
| Veroli Basket                      | Italia    | 2004 - 2007 |
| Reyer Venezia Mestre               | Italia    | 2007 - 2009 |
| R.B. Montecatini                   | Italia    | 2009 - 2010 |
| Basket Ferentino                   | Italia    | 2010 - 2013 |
| Latina Basket                      | Italia    | 2013 - 2014 |
| Unione Cestistica Casalpusterlengo | Italia    | 2014 - 2015 |
| Virtus TSB Cassino                 | Italia    | 2015 - 2016 |
| Virtus Valmontone                  | Italia    | 2016 - 2017 |
| Virtus TSB Cassino                 | Italia    | 2017 - 2018 |
| Pallacanestro Palestrina           | Italia    | 2018 - 2019 |
| Estudiantes de Santa Rosa          | Argentina | 2019        |
| Virtus Valmontone                  | Italia    | 2019        |
| Basket 1977 Ferentino              | Italia    | 2020 - 2021 |

## Selección nacional
Carrizo integró el seleccionado juvenil de baloncesto de Argentina que terminó en la cuarta ubicación en el Campeonato Mundial de Baloncesto Sub-19 de 1999 y que obtuvo la medalla de bronce en el Campeonato Mundial de Baloncesto Sub-21 Masculino de 2001. En esa ocasión compartió la cancha con futuras estrellas argentinas como Federico Kammerichs, Gabriel Mikulas, Martín Leiva, Luis Scola y Carlos Delfino entre otros.